# Medvidovića Draga
Medvidovića Draga – wieś w Chorwacji, w żupanii splicko-dalmatyńskiej, w mieście Imotski. W 2011 roku liczyła 385 mieszkańców.